# U-18-Baseball-Weltmeisterschaft 2012
Die U18 Baseball-Weltmeisterschaft 2012 war die 25. Auflage dieses Baseball-Wettbewerbs und fand vom 30. August bis zum 8. September 2012 in Seoul statt. Gespielt wurde im „Jamsil Baseball Stadium“ und im „Mokdong Baseball Stadium“. Am Turnier nahmen insgesamt zwölf Mannschaften teil.
Die Eröffnungsfeier war für den 30. August 2012 geplant, musste aber wegen Regens abgesagt werden.

## Teilnehmer
nach Kontinenten
| 3 aus Europa                  | Italien    | Niederlande | Tschechien         |
| 3 aus Nord- und Mittelamerika | Kanada     | Panama      | Vereinigte Staaten |
| 2 aus Südamerika              | Kolumbien  | Venezuela   |                    |
| 0 aus Afrika                  |            |             |                    |
| 3 aus Asien                   | Japan      | Südkorea    | Chinesisch Taipeh  |
| 1 aus Ozeanien                | Australien |             |                    |

## Schiedsrichter
| 2 aus Europa                  | David Kulhanek  | Marco Taurelli     |               |
| 4 aus Nord- und Mittelamerika | Jon Oko         | David Condon       | Kevin Sweeney |
|                               | Batista Fermin  |                    |               |
| 1 aus Südamerika              | Osmel Pimentel  |                    |               |
| 0 aus Afrika                  |                 |                    |               |
| 10 aus Asien                  | Chen Bin-Shun   | Tomohisa Yamaguchi | Park Hi-young |
|                               | Kou Wakabayashi | Kim Hyung-do       | Yang Jae-man  |
|                               | Lim Jae-hoon    | Park Seong-jun     | Hwang Suk-man |
|                               | Park Won-jung   |                    |               |
| 1 aus Ozeanien                | Gregory Howard  |                    |               |

## Vorrunde
Die drei besten Mannschaften jeder Gruppe qualifizierten sich für die Gruppe C, in welcher die Positionen für die Spiele um Platz 1 bis 6 erspielt wurden.
Die weiteren Mannschaften spielten gegeneinander um die restlichen Plätze.

### Gruppe A

#### Tabelle
| Pl. |                    | S | N | Pzt.  |
| 1.  | Vereinigte Staaten | 4 | 1 | 0.800 |
| 2.  | Südkorea           | 3 | 1 | 0.750 |
| 3.  | Kolumbien          | 3 | 2 | 0.600 |
| 4.  | Australien         | 2 | 3 | 0.400 |
| 5.  | Venezuela          | 2 | 3 | 0.400 |
| 6.  | Niederlande        | 0 | 4 | 0.000 |

(Endstand, Niederlande-Südkorea wurde nicht ausgetragen)

#### Ergebnisse
| Datum             | Zeit  | Stadion         | Begegnung          | Begegnung | Begegnung          | Ergebnis |
| ----------------- | ----- | --------------- | ------------------ | --------- | ------------------ | -------- |
| 31. August        | 10:00 | Jamsil Stadium  | Kolumbien          | –         | Australien         | 4:7      |
| 31. August        | 14:00 | Jamsil Stadium  | Südkorea           | –         | Venezuela          | 2:1      |
| 31. August        | 18:00 | Mokdong Stadium | Niederlande        | –         | Vereinigte Staaten | 0:17 (7) |
| 1. September      | 10:00 | Jamsil Stadium  | Australien         | –         | Venezuela          | 3:6 (10) |
| 1. September      | 14:00 | Mokdong Stadium | Kolumbien          | –         | Niederlande        | 9:6      |
| 1. September      | 14:00 | Jamsil Stadium  | Südkorea           | –         | Vereinigte Staaten | 8:2      |
| 2. September      | 10:00 | Mokdong Stadium | Vereinigte Staaten | –         | Kolumbien          | 11:1 (7) |
| 2. September      | 14:00 | Jamsil Stadium  | Venezuela          | –         | Niederlande        | 8:3      |
| 2. September      | 14:00 | Mokdong Stadium | Australien         | –         | Südkorea           | 1:7      |
| 3. September      | 10:00 | Mokdong Stadium | Niederlande        | –         | Australien         | 1:8      |
| 3. September      | 18:00 | Mokdong Stadium | Südkorea           | –         | Kolumbien          | 1:3      |
| 3. September      | 18:00 | Jamsil Stadium  | Vereinigte Staaten | –         | Venezuela          | 3:2      |
| 4. September 1    | 10:00 | Mokdong Stadium | Venezuela          | –         | Kolumbien          | 2:7      |
| 4. September 1    | 14:00 | Jamsil Stadium  | Niederlande        | –         | Südkorea           | - 2      |
| 5. September 1, 3 | 10:30 | Jamsil Stadium  | Vereinigte Staaten | –         | Australien         | 6:2      |

1 Die Spiele vom 30. August wurden wegen Regens auf den 4. September verschoben.

2 Das Spiel Niederlande gegen Südkorea wurde wegen Regens abgesagt und nicht mehr nachgeholt, da es keinen Einfluss auf den weiteren Verlauf des Turniers hatte.

3 Das Spiel Vereinigte Staaten gegen Australien wurde wegen Regens auf den 5. September verschoben.

### Gruppe B

#### Tabelle
| Pl. |                   | S | N | Pzt.  |
| 1.  | Kanada            | 4 | 1 | 0.800 |
| 2.  | Japan             | 4 | 1 | 0.800 |
| 3.  | Chinesisch Taipeh | 3 | 1 | 0.750 |
| 4.  | Panama            | 2 | 3 | 0.400 |
| 5.  | Italien           | 1 | 3 | 0.250 |
| 6.  | Tschechien        | 0 | 5 | 0.000 |

(Endstand, Italien-Chinese Taipei wurde nicht ausgetragen)

#### Ergebnisse
| Datum            | Zeit  | Stadion         | Begegnung         | Begegnung | Begegnung         | Ergebnis |
| ---------------- | ----- | --------------- | ----------------- | --------- | ----------------- | -------- |
| 31. August       | 10:00 | Mokdong Stadium | Panama            | –         | Italien           | 2:0      |
| 31. August       | 14:00 | Jamsil Stadium  | Kanada            | –         | Japan             | 6:5 (10) |
| 31. August       | 18:00 | Mokdong Stadium | Tschechien        | –         | Chinesisch Taipeh | 0:6      |
| 1. September     | 10:00 | Jamsil Stadium  | Kanada            | –         | Italien           | 4:3      |
| 1. September     | 14:00 | Mokdong Stadium | Chinesisch Taipeh | –         | Japan             | 0:2      |
| 1. September     | 14:00 | Jamsil Stadium  | Tschechien        | –         | Panama            | 2:6      |
| 2. September     | 10:00 | Mokdong Stadium | Italien           | –         | Tschechien        | 12:1 (7) |
| 2. September     | 18:00 | Jamsil Stadium  | Chinesisch Taipeh | –         | Kanada            | 6:5      |
| 2. September     | 18:00 | Mokdong Stadium | Japan             | –         | Panama            | 8:0      |
| 3. September     | 10:00 | Mokdong Stadium | Kanada            | –         | Tschechien        | 3:2      |
| 3. September     | 14:00 | Mokdong Stadium | Chinesisch Taipeh | –         | Panama            | 4:3      |
| 3. September     | 14:00 | Jamsil Stadium  | Japan             | –         | Italien           | 7:1      |
| 4. September 1   | 10:00 | Mokdong Stadium | Japan             | –         | Tschechien        | 7:0 (5)  |
| 4. September 1   | 14:00 | Jamsil Stadium  | Italien           | –         | Chinesisch Taipeh | - 2      |
| 5. September 1,3 | 10:30 | Jamsil Stadium  | Panama            | –         | Kanada            | 1:10     |

1 Die Spiele vom 30. August wurden wegen Regens auf den 4. September verschoben.
2 Das Spiel Italien gegen Chinese Taipei wurde wegen Regens abgesagt und nicht mehr nachgeholt, da es keinen Einfluss auf den weiteren Verlauf des Turniers hatte.

3 Das Spiel Panama gegen Kanada wurde wegen Regens auf den 5. September verschoben.

## Zwischenrunde
Gruppe C spielte um die Positionen für die Finalrunde, die Ergebnisse gegen die Mannschaften aus den Vorrunden-Gruppen wurden in die Zwischenrunde mitgenommen.
Die restlichen Mannschaften spielten um die Plätze 7 bis 12.

### Gruppe C

#### Tabelle
| Pl. |                    | S | N | Pzt.  |
| 1.  | Vereinigte Staaten | 3 | 2 | 0.600 |
| 2.  | Kanada             | 3 | 2 | 0.600 |
| 3.  | Chinesisch Taipeh  | 3 | 2 | 0.600 |
| 4.  | Kolumbien          | 2 | 3 | 0.400 |
| 5.  | Japan              | 2 | 3 | 0.400 |
| 6.  | Südkorea           | 2 | 3 | 0.400 |

(Endstand)

#### Ergebnisse
| Datum        | Zeit  | Stadion         | Begegnung          | Begegnung | Begegnung         | Ergebnis |
| ------------ | ----- | --------------- | ------------------ | --------- | ----------------- | -------- |
| 5. September | 14:00 | Mokdong Stadium | Südkorea           | –         | Chinesisch Taipeh | 3:7 (10) |
| 5. September | 14:00 | Jamsil Stadium  | Japan              | –         | Kolumbien         | 0:3      |
| 5. September | 18:30 | Jamsil Stadium  | Vereinigte Staaten | –         | Kanada            | 0:1 (10) |
| 6. September | 10:00 | Mokdong Stadium | Kanada             | –         | Kolumbien         | 10:6     |
| 6. September | 14:00 | Mokdong Stadium | Vereinigte Staaten | –         | Chinesisch Taipeh | 5:1      |
| 6. September | 18:05 | Mokdong Stadium | Südkorea           | –         | Japan             | 2:4      |
| 7. September | 10:00 | Mokdong Stadium | Chinesisch Taipeh  | –         | Kolumbien         | 3:1      |
| 7. September | 14:00 | Mokdong Stadium | Kanada             | –         | Südkorea          | 3:9      |
| 7. September | 18:05 | Mokdong Stadium | Vereinigte Staaten | –         | Japan             | 10:5     |

### Klassierungsrunde

#### Ergebnisse
| Spiel             | Datum        | Zeit  | Stadion         | Begegnung  | Begegnung | Begegnung   | Ergebnis |
| ----------------- | ------------ | ----- | --------------- | ---------- | --------- | ----------- | -------- |
| Spiel um Platz 11 | 5. September | 18:30 | Mokdong Stadium | Tschechien | –         | Niederlande | 4:7      |
| Spiel um Platz 9  | 6. September | 10:00 | Gueui Ballpark  | Australien | –         | Italien     | 11:2     |
| Spiel um Platz 7  | 6. September | 14:00 | Gueui Ballpark  | Panama     | –         | Venezuela   | 5:4      |

## Finalrunde

### Spiel um Platz 5
| Datum        | Zeit  | Stadion         | Begegnung | Begegnung | Begegnung | Ergebnis |
| ------------ | ----- | --------------- | --------- | --------- | --------- | -------- |
| 8. September | 10:00 | Mokdong Stadium | Japan     | –         | Südkorea  | 0:3      |

### Spiel um Platz 3
| Datum        | Zeit  | Stadion         | Begegnung         | Begegnung | Begegnung | Ergebnis |
| ------------ | ----- | --------------- | ----------------- | --------- | --------- | -------- |
| 8. September | 14:00 | Mokdong Stadium | Chinesisch Taipeh | –         | Kolumbien | 4:1      |

### Finale
| Datum        | Zeit  | Stadion         | Begegnung          | Begegnung | Begegnung | Ergebnis |
| ------------ | ----- | --------------- | ------------------ | --------- | --------- | -------- |
| 8. September | 18:00 | Mokdong Stadium | Vereinigte Staaten | –         | Kanada    | 6:2      |

## Auszeichnungen
Im Rahmen der Schlussfeier wurde bekannt gegeben welche Spielerinnen ins All Star Team gewählt wurden und wer die Turnierauszeichnungen gewann.
| Position          | Spielerin         |
| ----------------- | ----------------- |
| Starting Pitcher  | Shintaro Fujinami |
| Relief Pitcher    | Ho-Tseng Jen      |
| Catcher           | Tomoya Mori       |
| First Base        | Su Chih-Chieh     |
| Second Base       | Kyle Hann         |
| Third Base        | Jesse Hodges      |
| Short Stop        | Christian Arroyo  |
| Outfield          | Song Jun-suk      |
| Outfield          | Elliot Hargreaves |
| Outfield          | Cristian Cano     |
| Designated Hitter | Jeremy Martinez   |

| Auszeichnung                       | Spielerin        |
| ---------------------------------- | ---------------- |
| MVP                                | Christian Arroyo |
| Bester Hitter                      | Young Young-jin  |
| Bester erreichter Laufdurchschnitt | Garrett Williams |
| Bestes Win/Loss Verhältnis         | Lee Su-min       |
| Meisten geschlagene Runs           | Christian Arroyo |
| Meiste Home Runs                   | Mitchell Triolo  |
| Meiste gestohlene Bases            | Ryan Boldt       |
| Meiste Runs erzielt                | Ryan Boldt       |
| Herausragende Defensiv-Spielerin   | Lin Tzu-Wei      |